# روی سویوشی
روی سویوشی (ژاپنی: 末吉 塁؛ زادهٔ ۲۶ ژوئیهٔ ۱۹۹۶) یک بازیکن فوتبال اهل ژاپن است.
از باشگاه‌هایی که در آن بازی کرده‌است می‌توان به باشگاه فوتبال مونتدیو یاماگاتا و باشگاه فوتبال جف یونایتد چیبا اشاره کرد.